# Piaseczno (Czaplinek)
Piaseczno (deutsch Blumenwerder, früher Blumwerder) ist ein Dorf in der  Stadt-und-Land-Gemeinde Czaplinek (Tempelburg) im Powiat Drawski (Dramburger Kreis) in der polnischen Woiwodschaft Westpommern.

## Geographische Lage
Das Kirchdorf liegt in Hinterpommern, in der Hügel- und Seenlandschaft der Pommerschen Schweiz, am Nordufer des Petznick-Sees, eines kleineren Sees westlich des Dratzig-Sees (poln. Jezioro Drawsko), etwa 65 Kilometer südlich von Köslin (Koszalin), 35  Kilometer südwestlich von Neustettin (Szczecinek), acht Kilometer nordwestlich von Tempelburg (Czaplinek) und drei Kilometer nördlich von Heinrichsdorf (Siemczyno). 

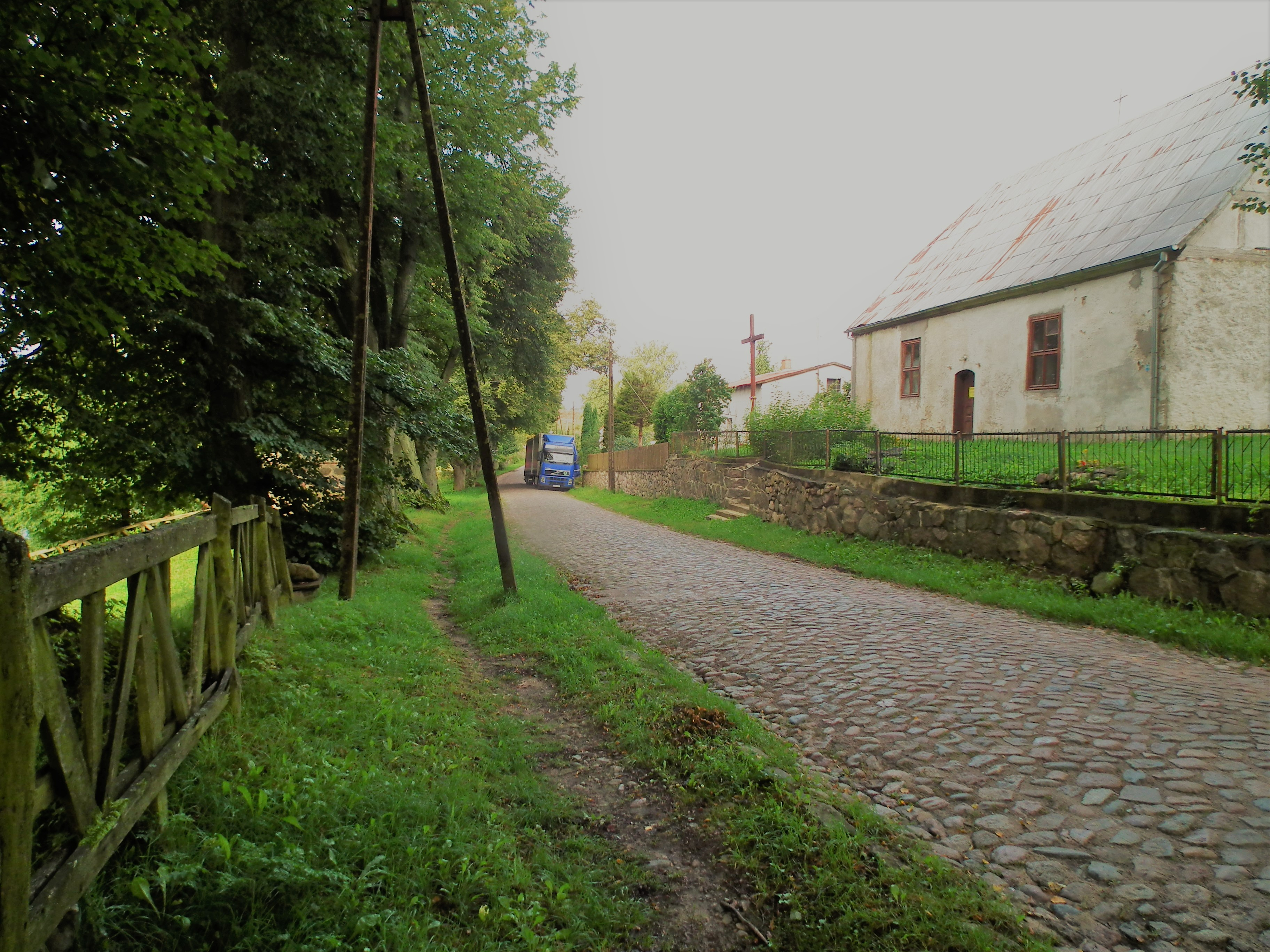
Dorfpartie

## Geschichte
Ältere Ortsbezeichnungen sind Pumward (1361), Plunharter (1510), Plumidal und Blumwerder. 1894 wurde eine etymologisch kommentierte Liste der in dem Gutsbezirk vorkommenden Flurnamen veröffentlicht. Am Hausbackenberg, unweit des auf einer Anhöhe gelegenen Gutshofs, 
sind Urnengräber aus der Vorzeit gefunden worden.
Blumenwerder bildete früher zusammen mit Warlang, Reppow und Heinrichsdorf eine westpreußische Enklave im Netzedistrikt und kam erst 1816 zu Pommern. Im Mittelalter (1321) hatte das herzoglich pommerschen Land Belgard bis zu dem westlich von Reppow in die Drage mündenden Grenzfließ gereicht, früher auch Herzogenfließ genannt, wo die Neumark begann, so dass das Land nördlich der Drage, also Reppow und Warlang, zu Pommern gehörte.  Die Lehen Blumenwerder und Keßburg sowie weitere Ortschaften erhielten 1361 Ludwig von der Goltz, Hauptmann des Deutschen Ordens, und dessen Bruder Georg vom Johanniterorden geschenkt. Blumenwerder gehörte danach über vierhundert Jahre lang zum Komplex der sogenannten Goltzschen Güter. Das Landgut war Sitz eines Patrimonialgerichts.
Im Jahr 1786 kaufte der Geheime Finanzrat Schütze im Auftrag des Königs dem Major Leopold Heinrich von der Goltz die Güter Reppow und Blumenwerder für 30.000 Taler ab, um den Tempelburger See bequemer ablassen zu können.
Am 1. Januar 1862 war Theodor Karbe als Besitzer des Ritterguts Blumenwerder eingetragen. Durch Ankauf vom Fiskus hatte Karbe um 1860 die Flächengröße des Gutsbezirks um 129 Morgen und 166 Quadratruten Land erweitern können, das durch Absenkung des Dratzig-Sees entstanden war.  Im Jahr 1865 erhob der preußische Fiskus im Gut Blumenwerder eine Grundsteuer in Höhe von 163 Reichstalern, 20 Silbergroschen und 10 Pfennigen. Um 1880 saß Theodor Karbe weiterhin auf dem 698 Hektar großen Rittergut Blumenwerder mit Dampfbrennerei. Um 1896 gehörte das Gut Blumenwerder mit Branntweinbrennerei einem Dr. Karbe.
Am 14. September 1900 wurde das Gut Blumenwerder in eine Landgemeinde gleichen Namens umgewandelt.
Die Gemarkung der Landgemeinde Blumenwerder hatte Anfang der 1930er Jahre eine Flächengröße von 6,9 km², und auf ihr standen insgesamt 53 bewohnte Wohnhäuser an einem einzigen Wohnort. Um 1933 gab es in Blumenwerder einen Gasthof, eine Bäckerei und eine Schmiede.
Bis 1945 bildete Blumenwerder eine Landgemeinde im Landkreis Neustettin in der preußischen Provinz Pommern des Deutschen Reichs. Blumenwerder war 1874 dem Amtsbezirk Heinrichsdorf zugeordnet worden, dem es bis 1945 angehörte.
Gegen Ende des Zweiten Weltkriegs besetzte im Frühjahr 1945 die Rote Armee die Region. Nach Beendigung der Kampfhandlungen wurde Blumenwerder zusammen mit Hinterpommern seitens der sowjetischen Besatzungsmacht der Volksrepublik Polen zur Verwaltung überlassen. Von der polnischen Behörde wurde das Dorf nun unter der Ortsbezeichnung  „Piaseczno“ verwaltet. In der Folgezeit wurde die einheimische Bevölkerung von der polnischen Administration aus dem Kreisgebiet vertrieben. Im Ort siedelten sich zugewanderte Polen an. 

### Demographie
| Jahr | Einwohner | Anmerkungen |
| ---- | --------- | --- |
| 1783 | –         | adeliges Dorf mit einer evangelischen Kirche, zu Reppow gehörig, zwölf Feuerstellen (Haushaltungen), im Netzedistrikt, Westpreußen |
| 1818 | 134       | Dorf, adelige Besitzung |
| 1825 | 261       | Dorf mit den Vorwerken Neu-Herzberg und Strümmelkamp sowie dem Raddatzenkrug                                                       |
| 1852 | 427       | [ 22 ] |
| 1864 | 162       | am 3. Dezember, Gutsbezirk |
| 1867 | 172       | am 3. Dezember, Gutsbezirk |
| 1871 | 150       | am 1. Dezember, Gutsbezirk, sämtlich Evangelische                                                                                  |
| 1885 | 129       | am 1. Dezember, Gutsbezirk, sämtlich Evangelische                                                                                  |
| 1910 | 293       | Dorf, am 1. Dezember |
| 1925 | 306       | darunter 304 Evangelische und eine katholische Person; nach anderen Angaben 312 Einwohner                                          |
| 1933 | 283       | [ 27 ] |
| 1939 | 256       | [ 27 ] |